# EXistenZ
Existenz (comercialmente estilizado como eXistenZ) es una película de ciencia ficción estrenada en 1999. Escrita y dirigida por David Cronenberg, con banda sonora de Howard Shore, está interpretada en sus papeles principales por Jennifer Jason Leigh, Jude Law, Ian Holm y Willem Dafoe. Se trata de la adaptación no acreditada de la novela Los tres estigmas de Palmer Eldritch, de Philip K. Dick, antecesora de Ubik, también de él.
Pese a que la recepción en taquilla durante su estreno comercial no fue muy positiva, algunos críticos la consideran una obra notable en la filmografía de Cronenberg por el tratamiento que realiza de los videojuegos o de la realidad virtual. Obtuvo varias candidaturas, entre ellas en el Festival de Sitges, en los premios Cahiers du Cinèma y tres premios en certámenes como el Festival de Berlín.

## Argumento

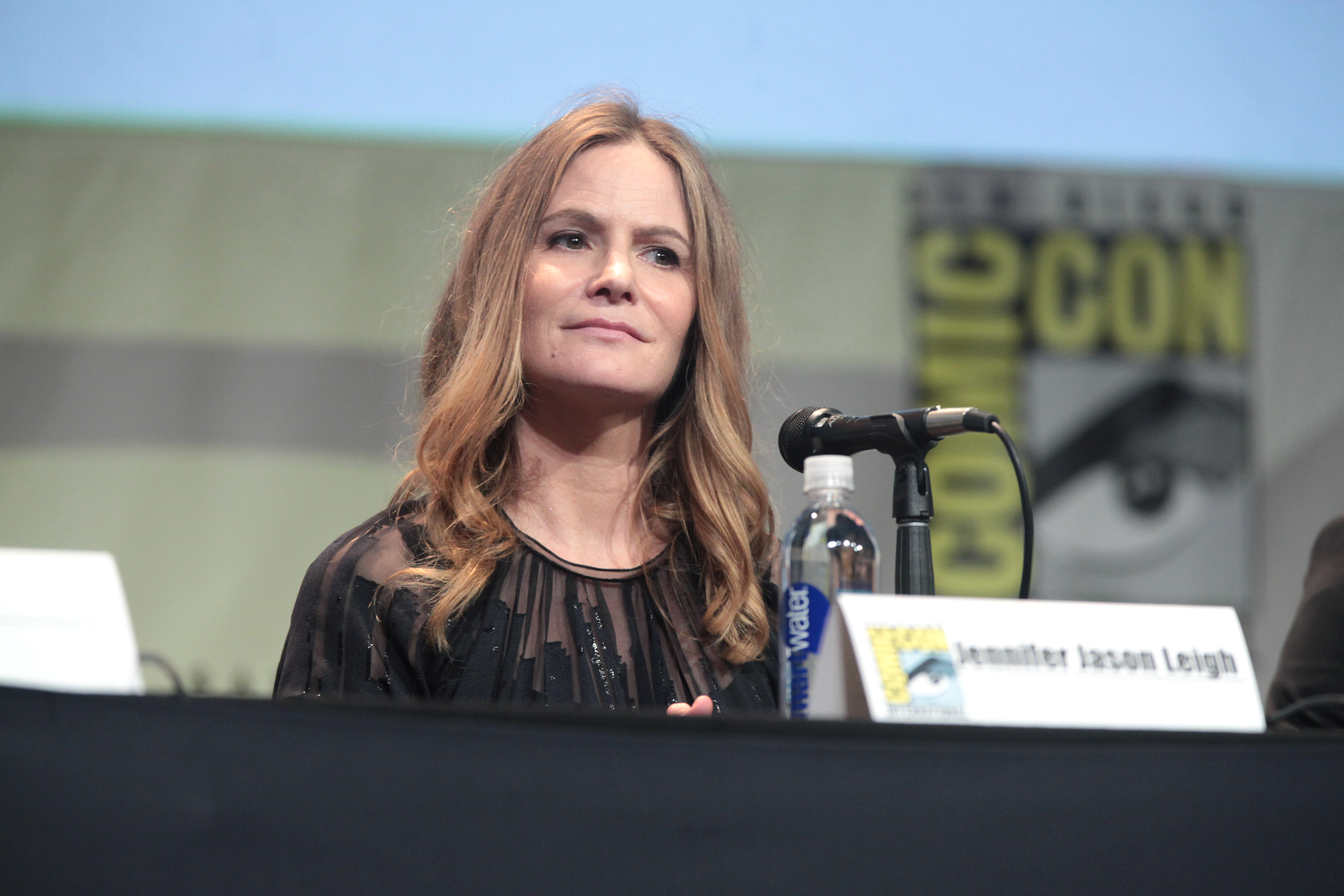
La actriz Jennifer Jason Leigh (2015)

En el futuro cercano, consolas orgánicas de videojuegos de realidad virtual conocidas como "vainas de juego" (en inglés "game pods") han sustituido a las electrónicas. Las vainas se unen a los "bio-puertos", puntos de entrada de la información inserta en las espinas dorsales de los jugadores, a través de un cordón umbilical (Umbycord). Dos empresas de videojuegos, la Antenna Research y Cortical Systematics, compiten entre sí. Además, un grupo de "realistas" lucha contra ambas empresas para evitar la "deformación" de la realidad.
Allegra Geller, de Antenna Research (Jennifer Jason Leigh), es la diseñadora del juego más grande del mundo. En la prueba de su más reciente juego de realidad virtual, eXistenZ, con un grupo de discusión en un seminario, recibe un disparo en el hombro por un asesino llamado Noel Dichter (Kris Lemche) con una pistola orgánica, que no puede ser detectada por la seguridad. Como Dichter es abatido a tiros por el equipo de seguridad, el guardia de seguridad (y marketing en entrenamiento) Ted Pikul (Jude Law), apresura a Geller y la acompaña fuera.
Allegra descubre que su vaina, que contiene la única copia del juego eXistenZ, puede haber sido dañada debido a que el "UmbyCord" fue arrancado cuando el juego estaba siendo descargado. Para probarlo, se debe conectar al juego en conjunto con otro jugador en que pueda confiar, y habla con Pikul, renuente a instalar un bio-puerto en su propio cuerpo para que pueda jugar el juego con ella. Se dirigen a una estación de servicio, a cargo de un traficante del mercado negro, llamado Gas (Willem Dafoe) para obtener su instalación. Pikul es uno de los pocos que se niegan a tener un bio-puerto instalado en su espina, debido a su fobia a la "penetración quirúrgica", pero finalmente cede. Gas deliberadamente instala un bio-puerto fallido y la vaina de juego se daña. Gas (con una escopeta en la mano) revela que él va a matar a Allegra para obtener la recompensa que se ofrece por su cabeza, pero Pikul le dispara con la pistola de remaches utilizada para instalar el puerto.
La pareja se abre camino a un refugio de montaña utilizado por el exmentor de Allegra, Kiri Vinokur (Ian Holm). Él y su ayudante reparan la cápsula dañada y le dan a Pikul un nuevo bio-puerto. Dentro del juego, Pikul cuenta que le es difícil saber si las acciones de él o Allegra son sus propias intenciones o las del juego. Cuando se encuentran con D'Arcy Nader (Robert A. Silverman), un propietario de una tienda de juegos de video, Pikul le habla con rudeza, lo que sorprende al propio Pikul. Allegra le informa de que fue la acción de su personaje del juego.
La realidad se vuelve más distorsionada cuando utilizan nuevas micro cápsulas que Nader les da, para obtener una nueva identidad como trabajadores de una fábrica de vainas de juego. Allí, se reúnen con Yevgeny Nutrir (Don McKellar), que dice ser su contacto en el bajo mundo realista. Recomienda a Pikul que pida el especial de almuerzo en un restaurante chino cerca de la fábrica. Una vez en el restaurante, Pikul "pausa" el juego con el fin de volver al mundo real, pero descubre que él es incapaz de distinguir la realidad de la ilusión. De vuelta en el restaurante, Pikul siente el impulso de comer el poco apetitoso especial, que resulta ser una variedad de animales mutantes cocidos. Pikul construye un objeto familiar de las partes comestibles, la pistola utilizada para disparar Allegra. Apunta en su dirección como una broma, pero luego identifica su camarero (Oscar Hsu) como un enemigo y le pega un tiro en su lugar. Los clientes del restaurante parecen más congelados que sorprendió, y regresan a sus comidas cuando Pikul les dice que fue un simple malentendido sobre el proyecto de ley. Cuando el par retorna a la tienda del juego, Hugo Carlaw (Callum Keith Rennie) les informa que Nutrir es en realidad un agente doble para la Cortical Systematics, y el camarero que Pikul disparo era el contacto real. Al día siguiente en la fábrica, el plan de los dos es sabotear todas las vainas de juego en la fábrica al conectarlas a una vaina enferma. Cuando Allegra se infecta, Pikul la libera mediante cortando su umbycord. Allegra casi se desangra hasta que Nutrir se muestra de nuevo con un lanzallamas, dirigiéndolo a la vaina enferma. Las explosión de la vaina libera esporas mortales. Antes de salir, Allegra apuñala a Nutrir en la espalda con un cuchillo.
Allegra y Pikul de repente se encuentran de vuelta en el refugio de montaña, y parece que han perdido el juego. Descubren que la vaina de juego de Allegra también está enferma. Pikul se confunde con el cruce de la enfermedad del juego a la realidad. Sin embargo, Allegra nota inmediatamente a Pikul frotarse la espalda y se da cuenta de que Vinokur dio a Pikul un bio-puerto infectado con el fin de destruir su juego. Se inserta un dispositivo de desinfección en el BioPort de Pikul. Inesperadamente, reaparece Carlaw como un combatiente de la resistencia realista y los escolta fuera para que sean testigos de la muerte de eXistenZ. Antes de que Carlaw pudiera matar a Allegra, recibe un disparo en la espalda por Vinokur, que es un agente doble para la Cortical Systematics. Se informa a Allegra que copió sus datos de juego, mientras que él arreglaba su vaina. En venganza, ella mata a Vinokur. Pikul entonces revela que él mismo fue enviado a matarla, es un realista. Sin embargo, ella le informa que ella sabía de sus verdaderas intenciones desde que le apuntó el arma hacia ella en el restaurante chino, luego lo mata al detonar el dispositivo de desinfección en su BioPort por control remoto.
En otro giro, los dos reaparecen en el escenario, junto con los principales actores del juego. Resulta que la historia en sí es en realidad un juego de realidad virtual llamado "tranCendenZ", interpretado por el elenco, reflejo de la primera escena. Esto se nota en que actúan más naturalmente, junto con menos clichés en los diálogos, y cortes de Allegra y Pikul. Otra diferencia se produce cuando se revela que los jugadores están utilizando dispositivos electrónicos en lugar de las vainas del juego. El diseñador del juego real, Nutrir, se siente incómodo porque la partida comenzó con el asesinato de un diseñador de juegos y tuvo una atmósfera total de anti-juego temático que sospecha que se originó a partir de los pensamientos de uno de los probadores. Pikul y Allegra se acercan a él (con el perro de Pikul cerca) y le pregunta si él debe pagar por sus "crímenes" de deformar la realidad. Como Merle (Sarah Polley), asistente de Nutrir, pide seguridad, Pikul y Allegra toman armas ocultas bajo la melena falsa del perro y disparan a Nutre y Merle matándolos. Al igual que en la escena del restaurante, los otros jugadores parecen más congelados que sorprendidos. Como en el restaurante chino, Pikul y Allegra apuntan sus armas a la persona que jugó del camarero, que se pide primero por su vida y entonces pregunta si todavía están en el juego. La última escena es de Pikul y Allegra de pie, en silencio, sorprendidos, al parecer, por no estar seguros de la respuesta.

## Reparto

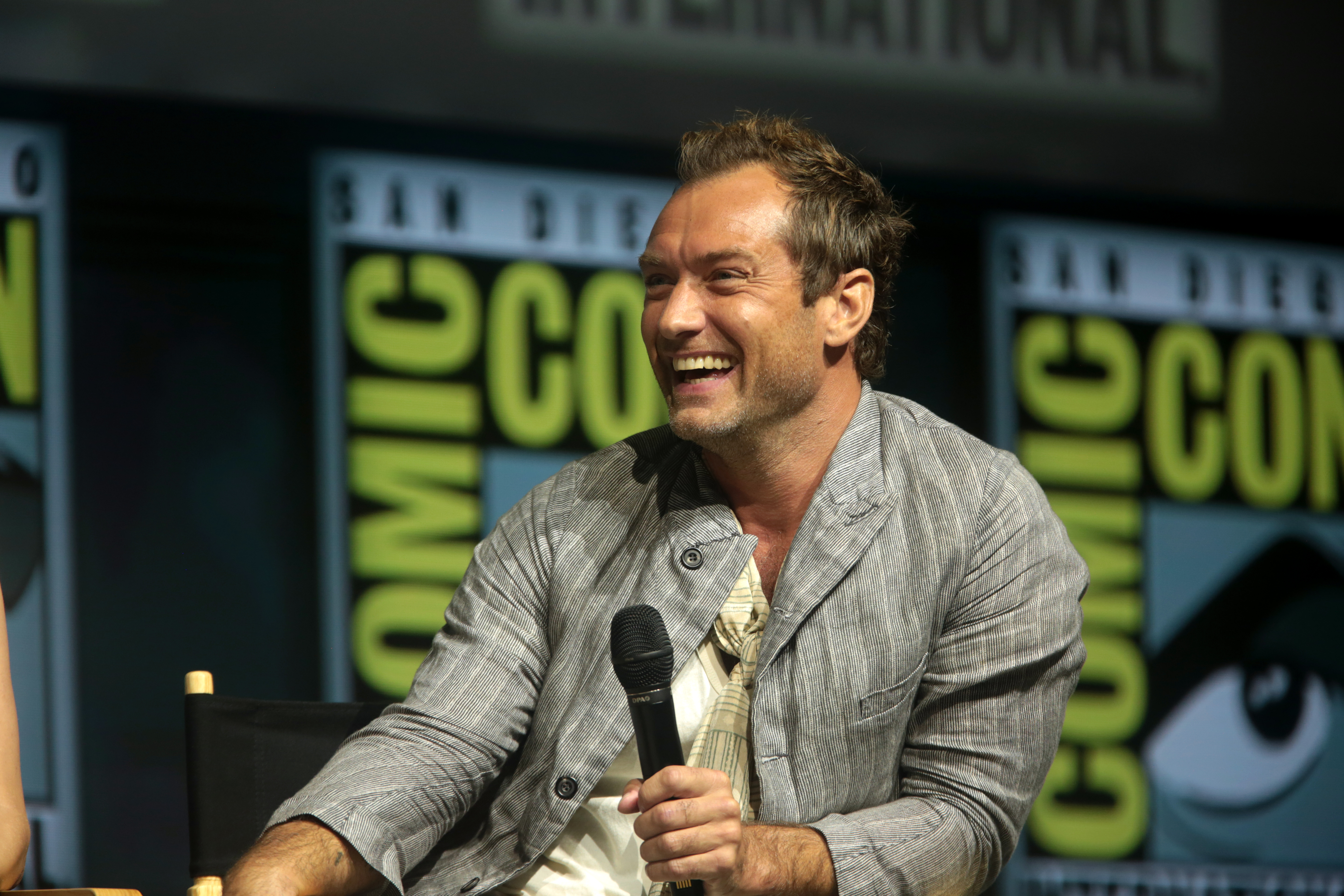
El actor Jude Law (2018)

- Jennifer Jason Leigh - Allegra Geller
- Jude Law - Ted Pikul
- Ian Holm - Kiri Vinokur
- Willem Dafoe - Gas
- Don McKellar - Yevgeny Nourish
- Callum Keith Rennie - Hugo Carlaw
- Christopher Eccleston - Formador
- Sarah Polley - Merle
- Robert A. Silverman - D'Arcy Nader
- Oscar Hsu - Camarero chino
- Kris Lemche
- Vik Sahay - Hombre asistente
- Kirsten Johnson - Mujer asistente
- James Kirchner - Landry
- Balázs Koós - Voluntario
- Stephanie Belding - Voluntaria
- Gerry Quigley - Trabajador agrícola

## Recepción

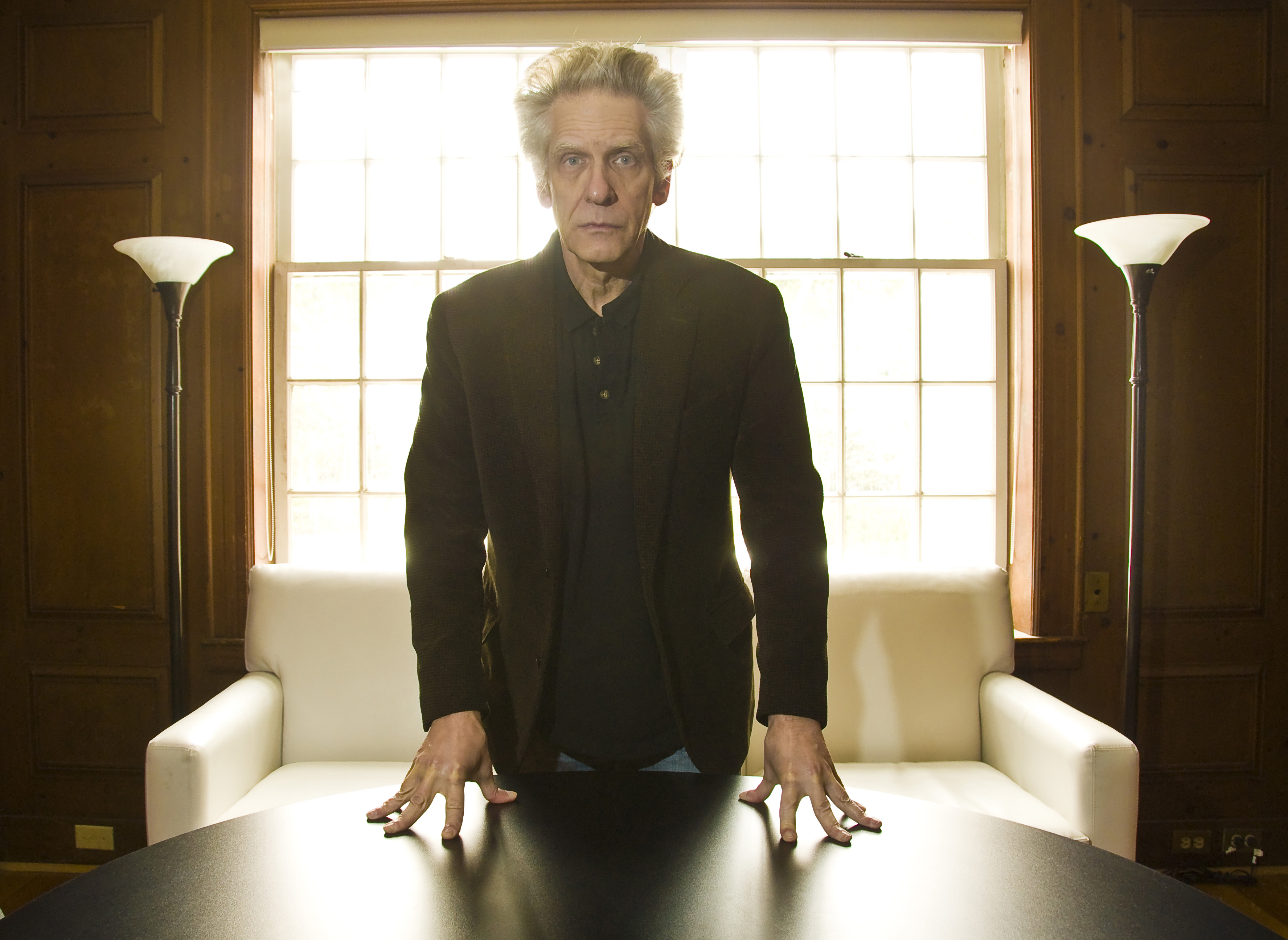
El guionista y director David Cronenberg (2009)

La cinta obtiene valoraciones mayoritariamente positivas en los portales de información y entre los críticos de información cinematográfica. En la web especializada EspinOf se han realizado numerosos análisis y reportajes alusivos: Víctor López G. la considera una de las once mejores películas sobre realidad virtual en una lista en la que se incluye The Lawnmower Man (1992), Johnny Mnemonic (1995) o The Matrix (1999); LuisFer Romero Calero la identifica como una de las tres mejores películas basadas en la obra de Philip K. Dick en el cine de los años 1990; Juan Luis Caviaro la califica como "una película arriesgada, turbadora, inteligente y estimulante, con algunas de las imágenes más potentes de su carrera" y Jorge Loser, estableciendo una comparación con Ready Player One (2018) dirigida por Steven Spielberg, reseña "si en Ready Player One se puede hackear OASIS para confundir la realidad de alguien, en eXistenZ la mente puede impulsar un nuevo estado de la carne, mezclando lo falso y lo real. En realidad Cronenberg hace un soberbio análisis de la condición yonqui del gamer mucho más certero y realista que el de Spielberg".
M. Torreiro en su reseña para el diario El País es uno de los críticos más discordantes al indicar "Ilustre tropezón de Cronenberg, director que es un maestro en la narración y sus formas, en cómo se construyen las historias y cómo enganchan y juegan con el espectador. (...) Vende humo, pero lo vende convicentemente". Leonardo D'Esposito en la revista argentina Noticias le otorga 5 estrellas de 5 indicando: "Película notable y divertida, perversa e irónica. (...) Cronenberg sigue a sus personajes, se ríe de los absurdos y crea una historia densa y poética. (...) Una genialidad". La revista Fotogramas, que le otorga una valoración de 4 estrellas sobre 5, en su reportaje "18 Películas que podrían ser episodios de Black Mirror", escrito por Jaime Domínguez, valora que "recrea un mundo en el que los videojuegos y la realidad virtual han avanzado tanto que es complicado distinguir entre realidad y ficción".
El crítico Roger Ebert le otorga 3 estrellas sobre 4 indicando: "si Matrix es ciencia ficción mainstream, ExistenZ, escrita por Cronenberg, es todo lo contrario: crea un mundo en el que lo orgánico y lo inorgánico forman parte de un 'todo'". Lisa Schwarzbaum en Entertainment Weekly la considera "una visión subversiva e incluso socarrona del poder de seducción de la realidad virtual". Joshua Rothkopf en la revista Rolling Stone señala "Cronenberg nos invita, como de costumbre, a que nos volvamos locos con él y a que disfrutemos en el proceso". Kim Newman en la revista de cine Empire le concede 4 estrellas sobre 5 valorando que es "un trabajo menos denso que en sus películas más 'importantes', Cronenberg redescubre aquí el placer de filmar cine de acción y en el que emplea los manierismos presentes en sus primeras obras".
En FilmAffinity la cinta obtiene una valoración de 6,2 sobre 10 computando 12 803 valoraciones de los usuarios del portal. En IMDb, calculando 93.389 votos de entre sus usuarios, tiene una calificación de 6,8 sobre 10 En el agregador de críticas Rotten Tomatoes obtiene una calificación de "fresco" para el 74 % de las 73 críticas profesionales y para el 69 % de las 48 901 votaciones de los usuarios del portal.